# Don Heck
Don Heck (New York, 2 januari 1929 – Centereach, 23 februari 1995) was een Amerikaanse stripauteur die het meest bekend is van zijn bijdrage aan het bedenken van de superheld Iron Man, en zijn tekenwerk voor de Marvel Comics stripserie De Vergelders. 

## Jonge jaren en carrière
Don Heck werd geboren in de buurt Jamaica van het New Yorkse stadsdeel Queens. Hij studeerde aan de Woodrow Wilson Vocational High School in deze buurt en aan het Brooklyn Community College. In 1949 bezorgde een oude studiegenoot Heck een baan bij Harvey Comics, die oude krantenstrips omzette tot stripboeken. Enkele van deze strips waren gemaakt door Hecks idool Milton Caniff. 
Heck verliet Harvey na een jaar. Na zijn striptekeningen aan willekeurige stripboekbedrijven te hebben getoond, werd hij een freelance medewerker voor Quality Comics, Hillman Comics en Toby Press. Hecks eerste stripseries waar hij echt actief aan meewerkte waren de horrorstrips Weird Terror, Horrific, Terrific, en Danger, en de westernserie Death Valley. Die laatste deed hij voor de uitgever Comic Media begin 1952.

## Atlas Comics/ Marvel Comics
Via zijn collega Pete Morisi leerde Heck Stan Lee kennen, die toen werkte voor Timely Comics en Atlas Comics (de twee voorlopers van Marvel Comics). Heck ging voor Atlas comics werken op 1 september 1954. Zijn eerste werk voor dit bedrijf was de strip "The Commies Attack!" over de Koreaanse Oorlog in Battlefront #29 (maart 1955). Hij tekende ook western-, crime fiction-, horror- en jungle-verhalen. Gedurende een reorganisatie in 1957 ontsloeg Atlas veel van zijn medewerkers. Heck werkte toen 18 maanden aan het ontwerpen van modelvliegtuigjes.
Atlas krabbelde weer op eind 1958, toen Jack Kirby voor het bedrijf ging werken. Heck keerde weer terug bij Atlas samen met andere tekenaars die later beroemd zouden worden. Zijn eerste werk na zijn terugkomst was de voorpagina van Tales of Suspense #1 (januari 1959). 
In de jaren na de creatie van de Fantastic Four, Spider-Man en andere populaire Marvel-superhelden, werkte Heck aan verschillende sciencefiction-verhalen en andere Strange Tales en Tales to Astonish. 

## DeSilver Age
Iron Man, ook bekend als de industrielist Tony Stark, maakte zijn debuut in Tales of Suspense #39 (maart 1963). Hij was het resultaat van een samenwerking tussen Stan Lee, Larry Lieber en Don Heck. Jack Kirby creëerde Iron Mans harnas aangezien hij het voorblad ontwierp. Het voorblad werd namelijk altijd als eerste gemaakt. Maar Heck ontwierp de personages. 
Heck was ook betrokken bij de eerste verschijning van het personage Hawkeye, Marvels boogschuttersuperheld, in Tales of Suspense #57 (september 1964), en femme fatale Communistische spionne en latere S.H.I.E.L.D. agente de Black Widow in #52 (april 1964).
Heck tekende de Iron Man strips tot aan #46 (oktober 1963), waarna Spider-Man tekenaar Steve Ditko het overnam en Iron Man zijn beroemde rood met gouden harnas gaf. Ditko tekende de strip slechts drie delen. Daarna nam Heck het weer over, en introduceerde Iron Mans aartsvijand de Mandarin. Heck bleef de strip tekenen tot aan deel 72 (december 1965).
Heck volgde Jack Kirby op als tekenaar van de De Vergelders, beginnend met deel 9 (oktober 1964). Hij introduceerde hierin het personage Wonder Man.

## Latere carrière
Heck was gewend om zijn strips zowel te tekenen als in te kleuren. Hij moest zich echter aanpassen aan de "Marvel-methode" voor stripboeken, en Marvels superheldenuitbreiding. Daarom kreeg hij voor het eerst hulp van een inkter. Hij paste zich goed aan, en werd een van Marvels bekendste tekenaars van De Vergelders-strips. 
Heck bleef ook in latere jaren actief in de stripwereld, en niet alleen bij Marvel Comics. Zo tekende hij de Justice League of America, Flash, Wonder Woman en andere series voor DC Comics. Hij tekende ook drie delen van H. P. Lovecraft's Cthulhu: The Whisperer in Darkness voor Millennium Publications.
Heck stierf uiteindelijk aan longkanker.